# Arista Nashville
Arista Nashville è una casa discografica statunitense sussidiaria delle Sony Music Entertainment.
Fondata nel 1989, Arista Nashville è specializzata in musica country. Molti artisti famosi tra cui Alan Jackson, Brooks & Dunn, Brad Paisley e Carrie Underwood sono prodotti da questa casa.

## Artisti
- Brent Anderson
- Adam Brand
- Kix Brooks
- Ronnie Dunn
- Jerrod Niemann
- Brad Paisley
- Carrie Underwood

## Ex Artisti
- Keith Anderson
- Asleep at the Wheel
- Sherrié Austin
- Blackhawk
- BR549
- Brooks & Dunn
- Shannon Brown
- Deana Carter
- Jason Michael Carroll
- Jim Collins
- Kristy Lee Cook
- Rob Crosby
- Clint Daniels
- Linda Davis
- Diamond Rio
- Exile
- Radney Foster
- Tammy Graham
- Rebecca Lynn Howard
- Alan Jackson
- Brett James
- Carolyn Dawn Johnson
- Jypsi
- Dude Mowrey
- Lee Roy Parnell
- Pam Tillis
- The Tractors
- Ryan Tyler
- Phil Vassar
- Steve Wariner
- Calvin Wiggett
- Michelle Wright